# Kurzna
Kurzna [pronunciación en polaco: /ˈkuʐna/] es un pueblo ubicado en el distrito administrativo de Gmina Pajęczno, dentro del Distrito de Pajęczno, Voivodato de Łódź, en Polonia central. Se encuentra aproximadamente a 3 kilómetros al noreste de Pajęczno y a 75 kilómetros al suroeste de la capital regional Łódź.